# Balyana
Balyana là một chi bọ cánh cứng trong họ Chrysomelidae.
Chi này được Péringuey miêu tả khoa học năm 1898.

## Các loài
Các loài trong chi này gồm:
- Balyana armata Gestro, 1908
- Balyana mariaui Berti & Chenon, 1987
- Balyana maritima Berti, 1987
- Balyana oberthuri Gestro, 1908
- Balyana ornata Gestro, 1908
- Balyana pauliani Uhmann, 1954
- Balyana sculptilis (Fairmaire, 1895)
- Balyana sculptipennis (Fairmaire, 1904)